# Ozuela
Ozuela es una localidad española del municipio de Ponferrada, en la comarca de El Bierzo, provincia de León, comunidad autónoma de Castilla y León.
Localizada cerca de las localidades de Orbanajo y Rimor, también próxima a Toral de Merayo y el núcleo urbano abandonado de Santa Lucía.

## Geografía
Se accede a través de la carretera N-536 y en Toral de Merayo se desvía a mano izquierda para llegar al pueblo. Tras ello hay que tomar una carretera de montaña, hasta llegar al pueblo.
Está próximo a las localidades de Rimor, Orbanajo y Toral de Merayo. Además es el comienzo una de las únicas rutas para llegar al abandonado pueblo de Santalucía.
Está situada en una pequeña montaña, a unos 648m, por lo que está más alta que la próxima Toral de Merayo. Se divide en tres principales barrios, el Barrio del Río y el Barrio de la Iglesia, que están en el núcleo urbano, y hay un tercero, que se considera un barrio, Orbanajo (aunque tiene censo propio). Es atravesado por el río Oza, que da nombre al Barrío del Río, situándose en el extremo del Valle del Oza.

## Historia
Hasta el siglo XV no hay casi ningún escrito sobre este pueblo, siendo el primero un censo de Toral, en el que lo desglosan como un barrio, pero ya desde el último siglo se ha ido separando de Toral, al nivel de convertirse en un pueblo propio, con censo e incluso varios barrios, entre ellos, el anteriormente mencionado Orbanajo.

## Demografía
En 2022 tenía 62 habitantes, 36 hombres y 26 mujeres.
En 2017 su población era de tan sólo 53 habitantes, y en el de 2011, de 46, por lo que la población ha ido en aumento desde entonces, principalmente por nuevos empadronamientos.
La mayoría de la gente registrada en este pueblo realmente vive en Ponferrada, y tan sólo va a Ozuela a pasar los días festivos.

## Política
Desde que se creó ha estado adscrito al municipio de Ponferrada, por lo que no ha tenido municipio propio.
Durante un tiempo estuvo en el municipio de Toral de Merayo, pero finalmente, Toral se añadió al municipio de Ponferrada, por lo tanto Ozuela volvió también a estar incluida en Ponferrada.
En los últimos años no ha tenido pedanía propia (desde 1963), pero está incluido en la pedanía de Toral de Merayo, participando con entre 30 y 40 votos.

## Patrimonio
- Iglesia de San Andrés, del siglo XVII.[1]